# Cântarea României (proză)
Cântarea României este titlul unui text scris și publicat în 1850 de prozatorul Alecu Russo.